# Jornal do Tocantins
O Jornal do Tocantins é um jornal on line brasileiro sediado na cidade de Palmas, capital do estado do Tocantins. O Jornal do Tocantins foi o principal jornal de referência do Tocantins, tendo sido fundado em 18 de maio de 1979 pelo político e empresário Jaime Câmara, na cidade de Araguaína. Foi descontinuada a versão impressa em 30 de dezembro de 2018, e passou a ser veiculado pela internet.